# Erica viridiflora
Erica viridiflora är en ljungväxtart. Erica viridiflora ingår i släktet klockljungssläktet, och familjen ljungväxter.

## Underarter
Arten delas in i följande underarter:
- E. v. primulina
- E. v. redacta
- E. v. viridiflora